# Пеннівайз
Воно (англ. It), також відоме як Пеннівайз, Клоун-Танцюрист (англ.  Pennywise the Dancing Clown) — головний антагоніст роману та екранізацій хорору Воно 1986 року, американського письменника Стівена Кінга. Воно є первісним злим створінням з простору між світами під назвою Макровсесвіт або Тодеш, чий аватар, Пеннівайз, прокидається кожні 27 років, щоб полювати на дітей містечка Деррі, штат Мен. Персонаж черпає силу з ненависті, страху та розчарування.

## Створення
Є думка, що прообразом клоуна Пеннівайза був серійний вбивця Джон Вейн Гейсі, котрий заманював своїх жертв на дитячих святах в образі клоуна Пого. Критик Марк Дері називає Воно втіленням наших первинних страхів у вигляді соціопатичного Рональда Макдональда. В інтерв'ю 2013 Стівен Кінг розповів, що він придумав концепцію Пеннівайза після того, як запитав себе, кого бояться діти «більше за будь-що інше в світі» і він відчув, що це клоуни. Кінг також визнав на своєму вебсайті, що спочатку хотів, щоб титульним персонажем став «троль, як той, що був у дитячій казці "Три козла Граф і злісний троль"», але який населяв би місцеву каналізаційну систему, а не тільки область під мостом.

## Біографія
Воно існувало ще за багато років до появи світів, у просторі під назвою Макровсесвіт або Тодеш, де між ним та ще одним божеством, черепахою Матурін, тривала нескінченна битва.
Коли з'явилися світи, а в одному з них утворилася Сонячна система, Воно відправило свій аватар на планету Земля, де той спав під землею багато мільйонів років, чекаючи появи людей. Коли люди нарешті з'явилися і побудували прямо над лігвом аватара місто Деррі, створіння нарешті прокинулося й з тих пір прокидалося кожних 27 років, що супроводжувалося масовими вбивствами та зникненнями дітей. Так відбувалося до тих пір, поки клоуна Пеннівайза, образ якого прийняв аватар, не вирішили вбити члени «Клубу невдах», аби Воно більше нікого не вбивало. Вони зрозуміли, що віра в нього, головна сила створіння, є і його слабкістю, і якщо вірити у те, що клоуна можна чимось убити, то це його і вб'є. Після того як дітлахи здолали клоуна, той сховався в своєму лігві.
Проте через 27 років аватар знову прокидається й починає пожирати дітей, що змушує усіх членів клубу, окрім Стенлі, повернутися в місто. Герої знову зустрічаються зі своїми страхами, але переборюють їх і знаходять лігво Пеннівайза. Воно приймає форму велетенського павука, аби захистити своє потомство від «невдах», проте їм вдається знищити як яйця створіння, так і його самого, вразивши його серце. Хоч аватар Воно і був знищений, саме створіння продовжило своє існування у Макровсесвіті.